# Juan Carlos Navarro
Juan Carlos Navarro (Sant Feliu de Llobregat, 13 juni 1980), bijgenaamd La Bomba (De Bom), is een Spaans basketbalspeler. Hij speelt als shooting guard/point guard voor FC Barcelona Bàsquet in de Liga ACB.

## Clubbasketbal
Navarro speelde jarenlang voor FC Barcelona. Op 23 november 1997 debuteerde hij in de Liga ACB. In 2002 kreeg Navarro een aanbod om voor Washington Wizards in de NBA te gaan spelen, maar in tegenstelling tot zijn toenmalige ploeggenoot en goede vriend Pau Gasol verkoos Navarro een langer verblijf bij FC Barcelona boven een Amerikaans avontuur. Hij werd vier keer kampioen van de Liga ACB met FC Barcelona (1999, 2001, 2003, 2004). In 2003 won Navarro met zijn club bovendien de Euroleague. In 2007 vertrok hij naar Memphis Grizzlies in de NBA, waar ook Marc Gasol destijds onder contract stond. Na één seizoen keerde Navarro terug naar FC Barcelona, waarmee hij in 2009 zijn vijfde Spaanse landstitel behaalde.

## Nationaal team
In 1999 won Navarro met Spanje het World Cup Youth door in de finale te winnen van de Verenigde Staten. In augustus 2006 won hij met zijn land in Japan het wereldkampioenschap. Op de Olympische Zomerspelen 2008 in Beijing behaalde Navarro de zilveren medaille. Als aanvoerder won hij een jaar later het Eurobasket 2009 in Polen.